# گردن

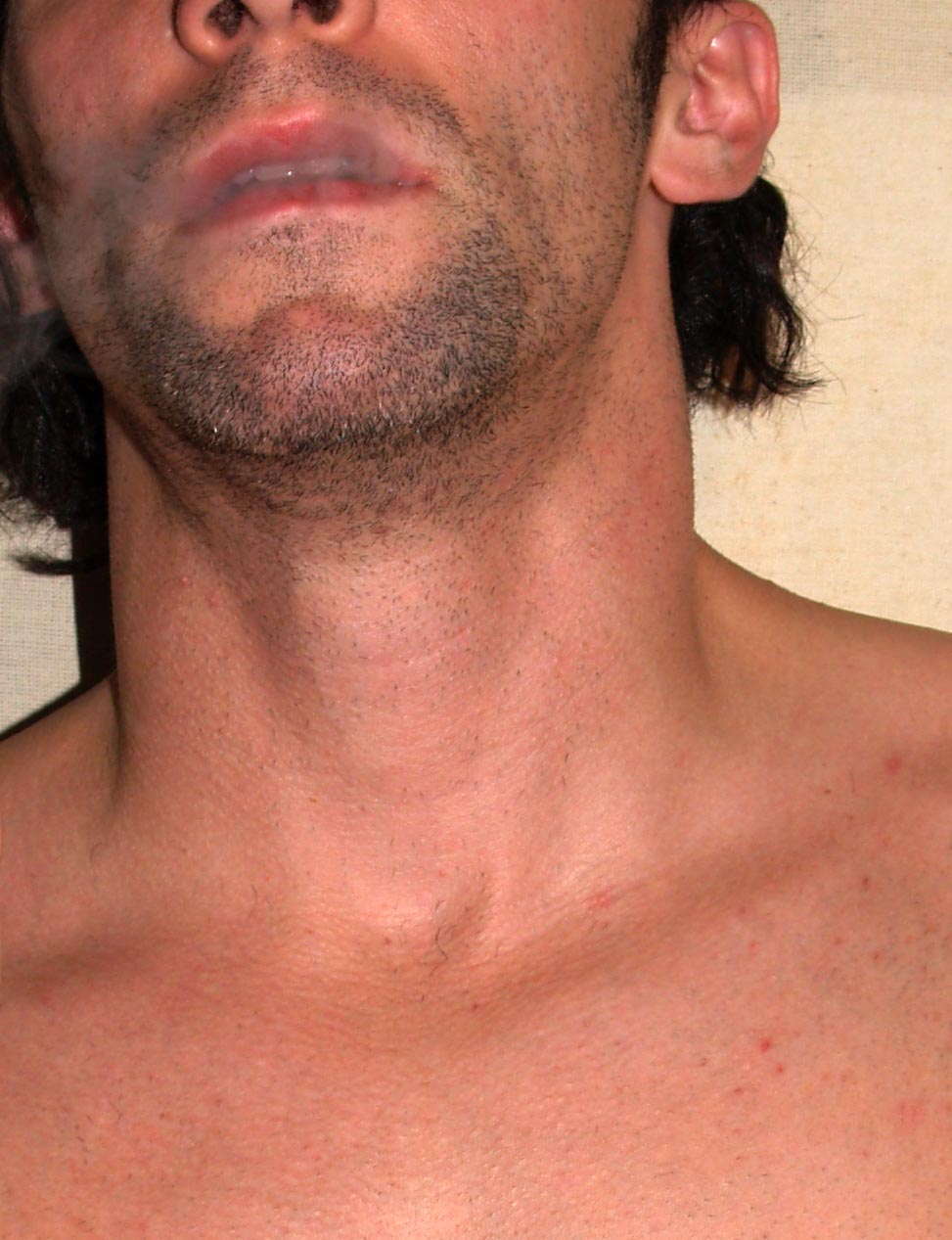
گردن یک مرد

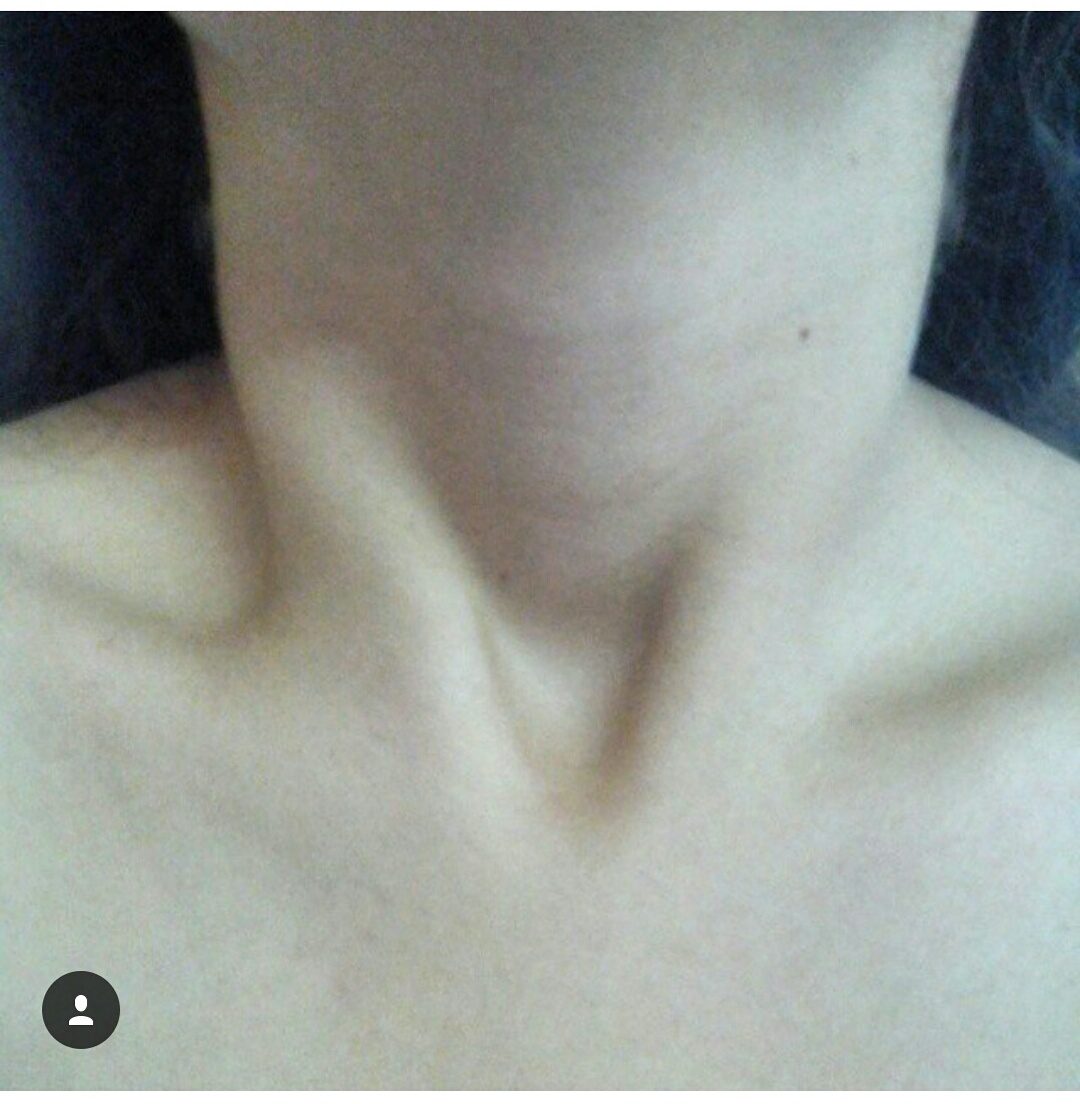
گردن یک زن

گَردَن به بخشی از بدن مهره‌داران می‌گویند که سر و سینه را از هم جدا می‌کند. محدودهٔ گردن ناحیه‌ایست میان سر و صورت در بالا و دهانهٔ فوقانی توراکس (قفسه سینه) در پایین قرار می‌گیرد. محدودهٔ گردن در بالا و جلو خطی است که از لبه تحتانی symphis menti شروع و در دو طرف در امتداد کنار پایینی mandible تا زاویهٔ فک و از آنجا تا زائدهٔ ماستوییدی استخوان تمپورال ادامه دارد.بخش گردنی ستون فقرات وزن سر را که تقریباً ۴٫۵ کیلوگرم است، نگه می‌دارد و خم کردن سر به جلو و عقب و طرفین و چرخش ۱۸۰ درجه‌ای سر را ممکن می‌سازد.

## کالبدشناسی
در پشت گردن انسان مهره‌های گردنی و در میان آن حلق و نای و مری و.. در قدام آن عضلات مختلف و عروقی مانند سرخرگ کاروتید مشترک و سیاهرگ گردنی قرار دارند. غده تیروئید و غضروف‌های حنجره و شبکه عصبی گردن نیز بخش‌های مهمی از گردن هستند.

## درد گردن
گردن با اینکه کارکرد زیادی در میان اعضای بدن دارد، اما نسبت به استرس شدیداً حساس است. دردهای گردن همچنین می‌توانند به دلایل زیر رخ دهند:
- گرفتگی ماهیچه یا جراحت بافت نرم گردن
- فتق دیسک بین‌مهره‌ای
- کشیدگی ستون فقرات
- آرتروز
- مشکلات وریدی مانند لخته شدن خون در سیاهرگ گردن
- ورم غدد لنفاوی گردن